# Briàreu

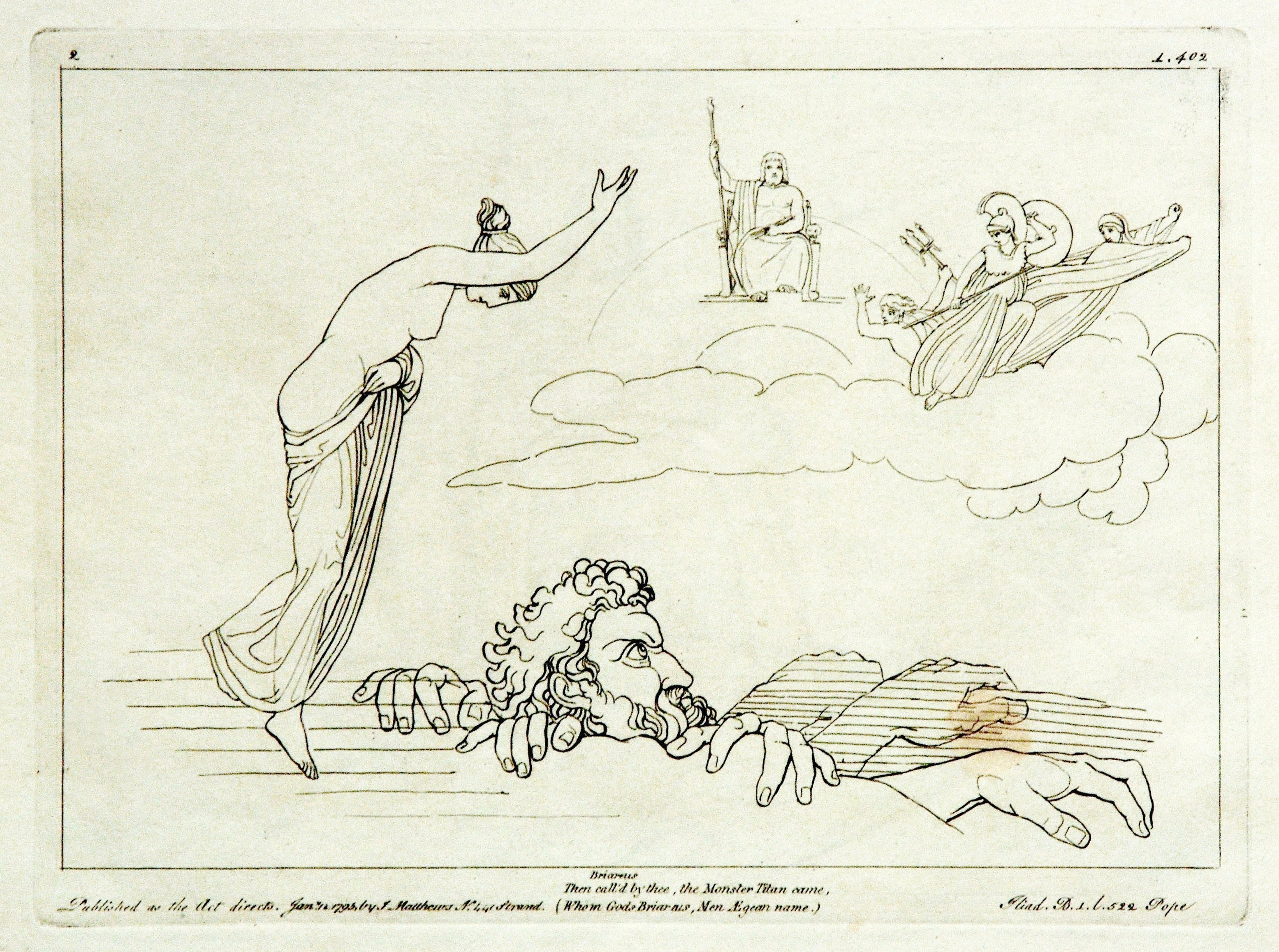
Briareu 1795

En la mitologia grega Briàreu (en grec Βριάρεως Briareôs, Βριάρηος Briarêos o Οβριάρεως, Obriareôs, «fort») és un dels Hecatonquirs, gegants de cent braços i cinquanta caps, fills d'Urà i Gea. Briàreu és germà de Cotos i Gies. A la Ilíada d'Homer els homes l'anomenen Egeó (Αίγαίον), si bé aquest és també el nom d'un déu del mar, que segons algunes fonts seria el seu pare. Encara en unes altres fonts Briàreu seria fill de Thalassa, la deessa primordial del mar.
Juntament amb els seus germans, va ser relegat al Tàrtar primer per Urà i després per Cronos, a qui havien ajudat a derrotar Urà, fins que van ser alliberats per Zeus i van lluitar al costat d'ell en la Titanomàquia. Una vegada tancats els Titans al Tàrtar, Briàreu-Egeó va custodiar els titans en la seva presó subterrània, acompanyat dels seus germans. Posidó el va recompensar pel valor mostrat en la batalla i li va donar la mà de la seva filla Cimopolea i dispensant-lo de fer guàrdia davant dels Titans. Ferm aliat de Zeus, va ser invocat per Tetis perquè ajudés al rei dels déus quan aquest va ser encadenat per Hera, Atenea i Posidó en un intent d'enderrocar-lo. La seva sola presència i la por a la seva força prodigiosa van ser suficients per dissuadir als déus de l'intent. Es va instal·lar amb Cimopolea en un palau en el riu Oceà. Amb ella va ser pare de dues nimfes: Eòlice i Etna.
Aristòtil afirma que les columnes d'Hèrcules s'anomenaven inicialment «de Briàreu», però després que Hèracles purifiqués la terra i el mar convertint-se així en un benefactor dels homes, aquests el van honorar canviant-ne el nom.